# Inside the Fire
Inside the Fire – dwunasty singel amerykańskiej, nu metalowej grupy Disturbed promujący album Indestructible.
Utwór był kandydatem do nagrody Grammy w kategorii Best Hard Rock Performance za rok 2009.

## Lista utworów

### CD
1. "Inside the Fire" - 3:52[2]

### Płyta winylowa
1. "Inside the Fire" – 3:52
2. "Perfect Insanity" – 3:59[3]

### Sprzedaż internetowa
1. "Inside the Fire" – 3:52[2]

### Sprzedaż internetowa (UK)
1. "Inside the Fire" – 3:52
2. "Parasite" – 3:25
3. "Stricken (Live At the Riviera) – 4:27[4]